# حزقيال سانشيز
حزقيال سانشيز (بالإسبانية: Juan Sánchez Camero)‏ هو دراج إسباني، ولد في 21 يونيو 1938 في كيسادا في إسبانيا.

## وصلات خارجية
- حزقيال سانشيز على موقع أرشيف الدراجات (الإنجليزية)
- حزقيال سانشيز على موقع إحصائيات الدراجات الإحترافية (الإنجليزية)
- حزقيال سانشيز على موقع أوليمبيديا (الإنجليزية)